# John Orozco
John Orozco, né le 30 décembre 1992 à New York, est un gymnaste américain. Il représente les États-Unis aux Jeux olympiques de 2012 à Londres.

## Palmarès

### Jeux olympiques
- Londres 2012
  - 5e au concours général par équipes.
  - 8e au concours général individuel.

### Championnats du monde
- Nanning 2014
  -  médaille de bronze au concours général par équipes.
- Anvers 2013
  -  médaille de bronze aux barres parallèles.
- Tokyo 2011
  -  médaille de bronze au concours général par équipes.
  - 5e au concours général individuel.
  - 8e à la barre fixe.